# Piotr Alicki
Piotr Stanisław Alicki (ur. 1964) – polski menedżer i bankowiec, wieloletni specjalista w zakresie zarządzania IT w obszarze bankowości, Prezes Zarządu Krajowej Izby Rozliczeniowej S.A.

## Życiorys
Absolwent Wydziału Matematyki i Fizyki Uniwersytetu im. Adama Mickiewicza w Poznaniu.
W latach 1990–1998 zatrudniony w Pomorskim Banku Kredytowym S.A. w Szczecinie w Departamencie Informatyki. Od 1997 r. jako Dyrektor kierował projektowaniem, rozwojem, wdrożeniami i eksploatacją systemów transakcyjnych banku.
W latach 1999–2010 pełnił funkcję Dyrektora Departamentu Rozwoju i Utrzymania Systemów Informatycznych w Banku Pekao S.A. Zajmował się m.in. realizacją fuzji informatycznej czterech banków: Pekao S.A., PBKS S.A., BDK S.A. i PBG S.A., wdrażał Zintegrowany System Informatyczny. Kierował integracją informatyczną i migracją z systemów BPH S.A. do systemów Pekao S.A., uczestniczył w pracach zespołu odpowiedzialnego za całość procesu integracji.
Od 2000 r. członek Rady Nadzorczej Krajowej Izby Rozliczeniowej S.A., a w latach 2005–2010 jej przewodniczący. W okresie 2002–2016 zasiadał w Radzie ds. Systemu Płatniczego działającej przy Narodowym Banku Polskim, gdzie reprezentował Bank Pekao S.A. (2002-2010) oraz PKO Bank Polski S.A. (2010-2016).
W PKO Banku Polskim S.A. od listopada 2010 r. do października 2016 r. jako Wiceprezes Zarządu nadzorujący Obszar Informatyki i Usług. Realizował m.in. integrację Inteligo do systemów banku, fuzję i integrację Nordea Bank Polska do PKO Banku Polskiego S.A. oraz budowę i wdrożenie systemu płatności mobilnych IKO, na bazie którego utworzono Polski Standard Płatności (BLIK).
W latach 2011–2015 zasiadał w Radzie Dyrektorów Visa Europe, gdzie reprezentował PKO Bank Polski S.A. oraz inne banki z Polski i siedmiu krajów subregionu. W latach 2014–2016 członek rady nadzorczej PKO Banku Hipotecznego.
Od 2 listopada 2016 r. na stanowisku Prezesa Zarządu Krajowej Izby Rozliczeniowej S.A., zastąpiwszy na tym miejscu Kazimierza Małeckiego. Członek Rady Bankowości Elektronicznej.

## Zasługi i wyróżnienia
- 1997: Lider Informatyki 1997 (wyróżnienie magazynu „Computerworld”)
- 2008: odznaka honorowa Prezesa NBP „Za Zasługi Dla Bankowości Rzeczypospolitej Polskiej”[6]
- 2010: Lider Informatyki 2010 (w ramach Pekao S.A.)[7]
- 2012: Lider Informatyki 2012 (w ramach PKO BP)[8]
- 2016: Złoty Medal Mikołaja Kopernika Związku Banków Polskich[9]
- 2016: Lider informatyki 2016 (w ramach PKO BP)[10]
- 2016: Wizjoner Rynku IT@BANK 2016 (wyróżnienie „Miesięcznika Finansowego BANK”)[11]
- 2018: tytuł Digital Shapers 2018[12]